# Asimina
Genre
Classification phylogénétique
Asimina est un genre de plantes à fleurs de la famille des Annonaceae.

## Liste d'espèces
- Asimina angustifolia Raf.
- Asimina incana (Bartr.) Exell
- Asimina ×nashii Kral
- Asimina obovata (Willd.) Nash
- Asimina parviflora (Michx.) Dunal
- Asimina pygmea (Bartr.) Dunal
- Asimina reticulata Shuttlw. ex Chapman
- Asimina tetramera Small
- Asimina triloba (L.) Dunal - L'asiminier trilobé.